# C/2013 J3 (Макнота)
C/2013 J3 (Макнота) — одна з довгоперіодичних комет. Відкрита 8 травня 2013 року Робертом Макнотом. На момент відкриття мала зоряну величину 17,4.